# Hospital Militar de Valladolid
El Hospital Militar es un edificio perteneciente al antiguo hospital militar de la ciudad de Valladolid (España), actualmente en uso institucional como sede principal de la Consejería de Sanidad de la Junta de Castilla y León.

## Historia
El Hospital Militar de la ciudad se construyó entre 1930 y 1933 (aunque su implantación urbana estaba ya prevista desde 1899) sobre el solar del antiguo Convento del Carmen Calzado, según el proyecto del ingeniero militar Adolfo Pierrad. 
El conjunto se estructura a través de varios pabellones que albergan las distintas especialidades sanitarias. El pabellón principal, destinado originalmente a medicina general, presenta fachada al Paseo de Zorrilla, adoptando un papel representativo del conjunto, y escondiendo los dos pabellones traseros, dispuestos de manera ortogonal.
En 1994 el Ministerio de Defensa anunció su cierre para el 31 de diciembre de 1995. Desde el Ayuntamiento de Valladolid y la Junta de Castilla y León se iniciaron gestiones para mantener el uso sociosanitario del conjunto, concretándose el 20 de mayo de 1997 la venta del complejo por parte del ministerio a la Junta por 2200 millones de pesetas y la cesión de una parcela en el barrio de Huerta del Rey.
Rehabilitado y adaptado, el edificio es gestionado actualmente por la administración autonómica. Alberga también el Centro de Hemodonación y Hemoterapia, el Centro de Emergencias 1-1-2 de Castilla y León y el ambulatorio de zona.